# آنا أوربانو
آنا أوربانو (بالإسبانية: Elina Urbano)‏ هي مجدفة أرجنتينية، ولدت في 21 فبراير 1964 في مندوزا في الأرجنتين.

## وصلات خارجية
- آنا أوربانو على موقع الاتحاد الدولي للتجديف (الإنجليزية)
- آنا أوربانو على موقع اللجنة الأولمبية الدولية (الإنجليزية)
- آنا أوربانو على موقع أوليمبيديا (الإنجليزية)